# Marco Hofschneider
Marco Hofschneider (30 de agosto de 1969 en Berlín) es un actor alemán.

## Biografía
Su hermano René Hofschneider (1960) es también actor.

## Carrera
Se hizo mundialmente conocido por su debut en la película de Agnieszka Holland Europa Europa. A continuación interpretó diversos papeles en su país natal en producciones tanto cinematográficas (entre otras, Dolphins (1999) y Lutero (2003)) como televisivas (008 - Agent wider Willen, Mutter mit 16, Hurenglück, Liebesfeuer). 
También tuvo apariciones en series de televisión como Tatort, Wolffs Revier, Die Cleveren, Ein Fall für zwei, Polizeiruf 110, Alarm für Cobra 11 y SOKO Leipzig. Simultáneamente trabajó en obras de teatro como el Romeo y Julieta de Cordula Trantow (papel de Romeo) y La gaviota (en el papel de Kostja).
Desde mediados de los años 1990 Hofschneider centró su carrera en producciones internacionales, entre las que cabe destacar La isla del doctor Moreau (1996) junto a Marlon Brando, Foreign Student e Immortal Beloved junto a Gary Oldman.